# Behördenhaus (Hanau)

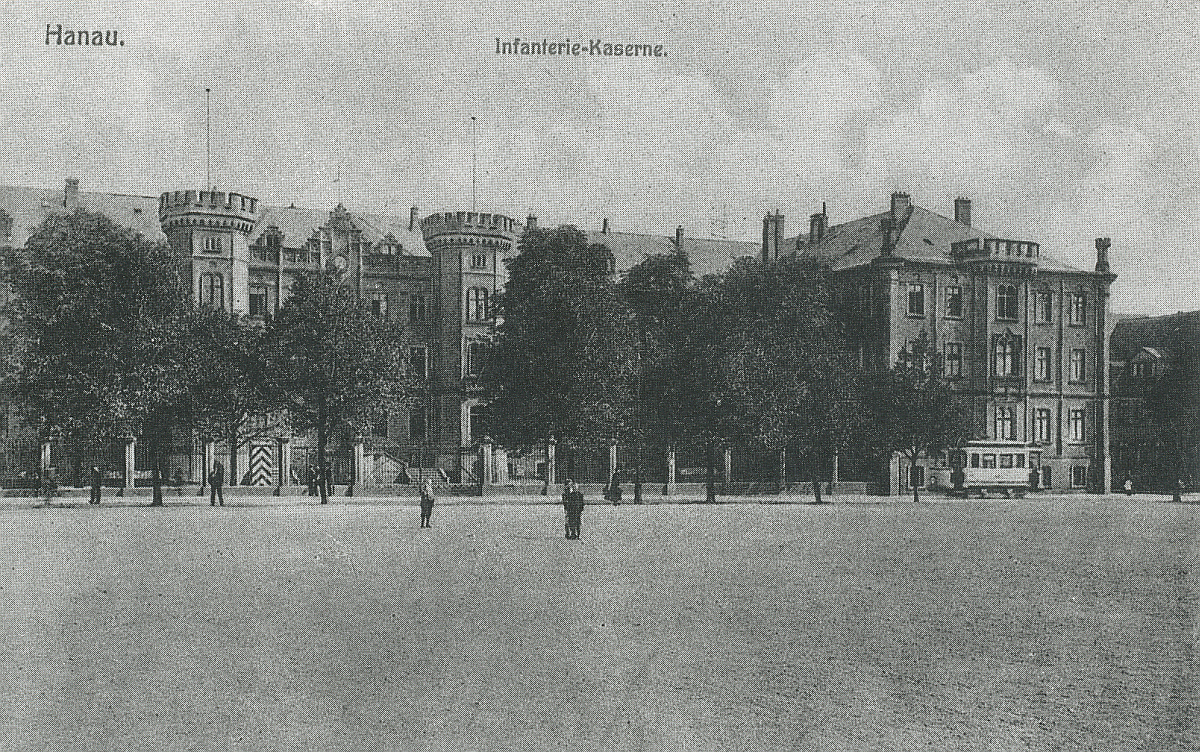
Behördenhaus vor dem Zweiten Weltkrieg in der neugotischen Fassung von Julius Eugen Ruhl

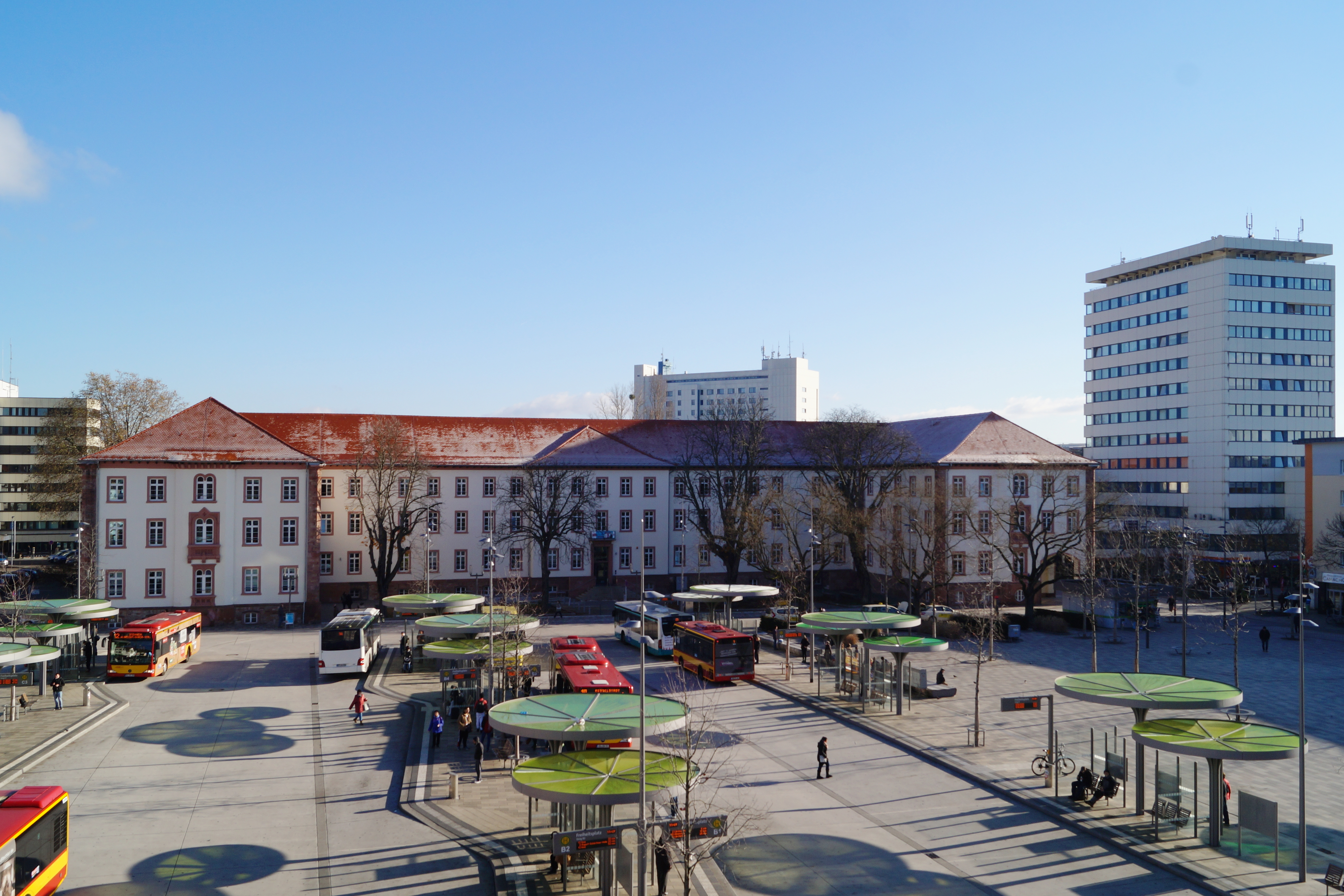
Das Behördenhaus nach der Renovierung 2016

Das Behördenhaus in Hanau ist ein Gebäude, das im Kern aus dem 18. Jahrhundert stammt. Heute wird es durch das Finanzamt Hanau genutzt.

## Lage
1768 wurde an der Ostseite des damaligen Paradeplatzes (heute: Freiheitsplatz) der Collegienbau als barockes, auf eine Zentralachse ausgerichtetes Gebäude errichtet. Es ersetzte in seiner Funktion das viel kleinere Kanzleigebäude aus der Renaissance am Schlossplatz. Das neue Gebäude dominiert die östliche Schmalseite des heutigen Freiheitsplatzes in ganzer Breite und beherbergte die zentralen Behörden der Regierung der Grafschaft Hanau, die damals als Sekundogenitur der Landgrafschaft Hessen-Kassel durch Erbprinz Wilhelm, den späteren Landgrafen und Kurfürsten Wilhelm IX./I., regiert wurde.

## Geschichte

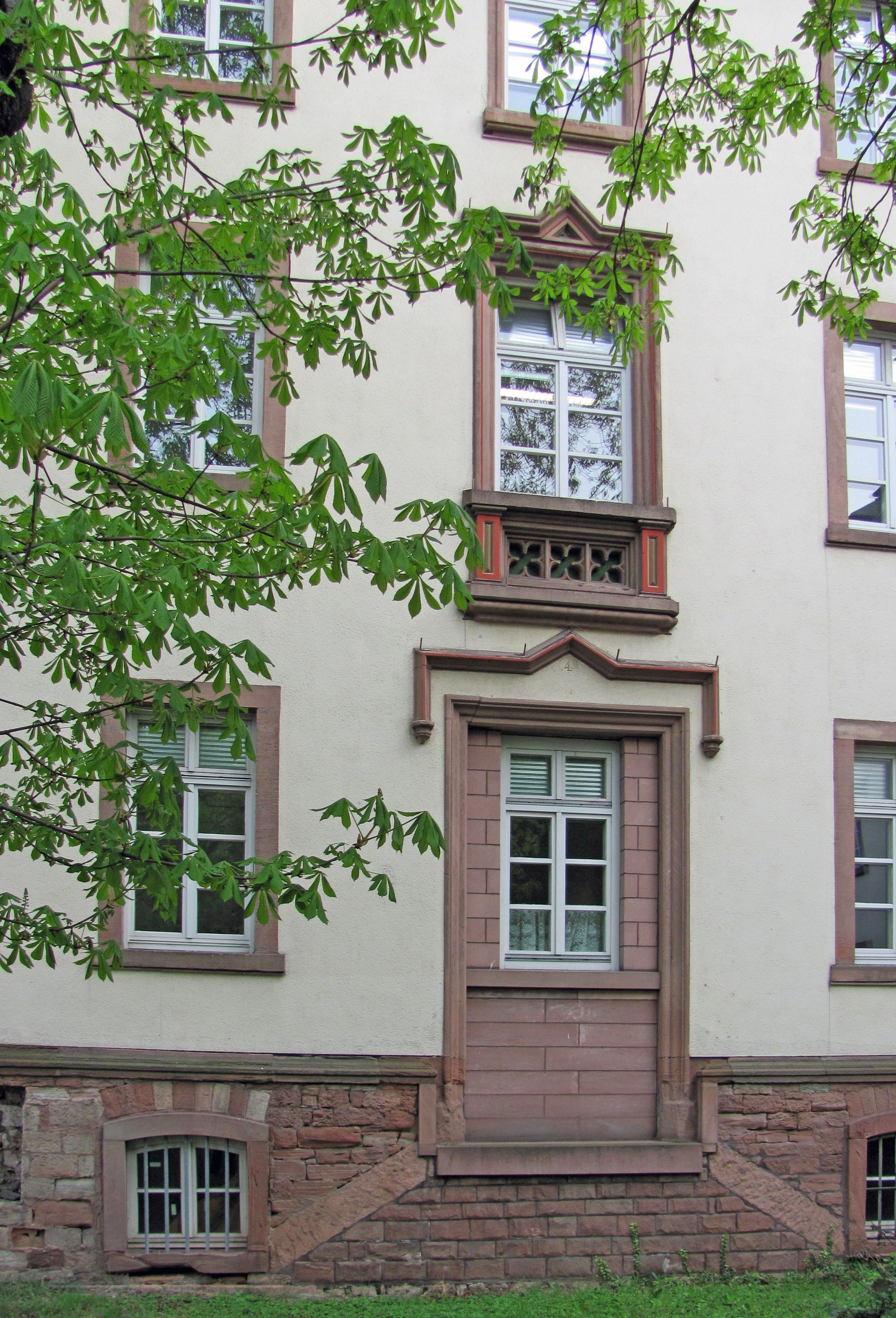
Detail der Fassade mit Dekor

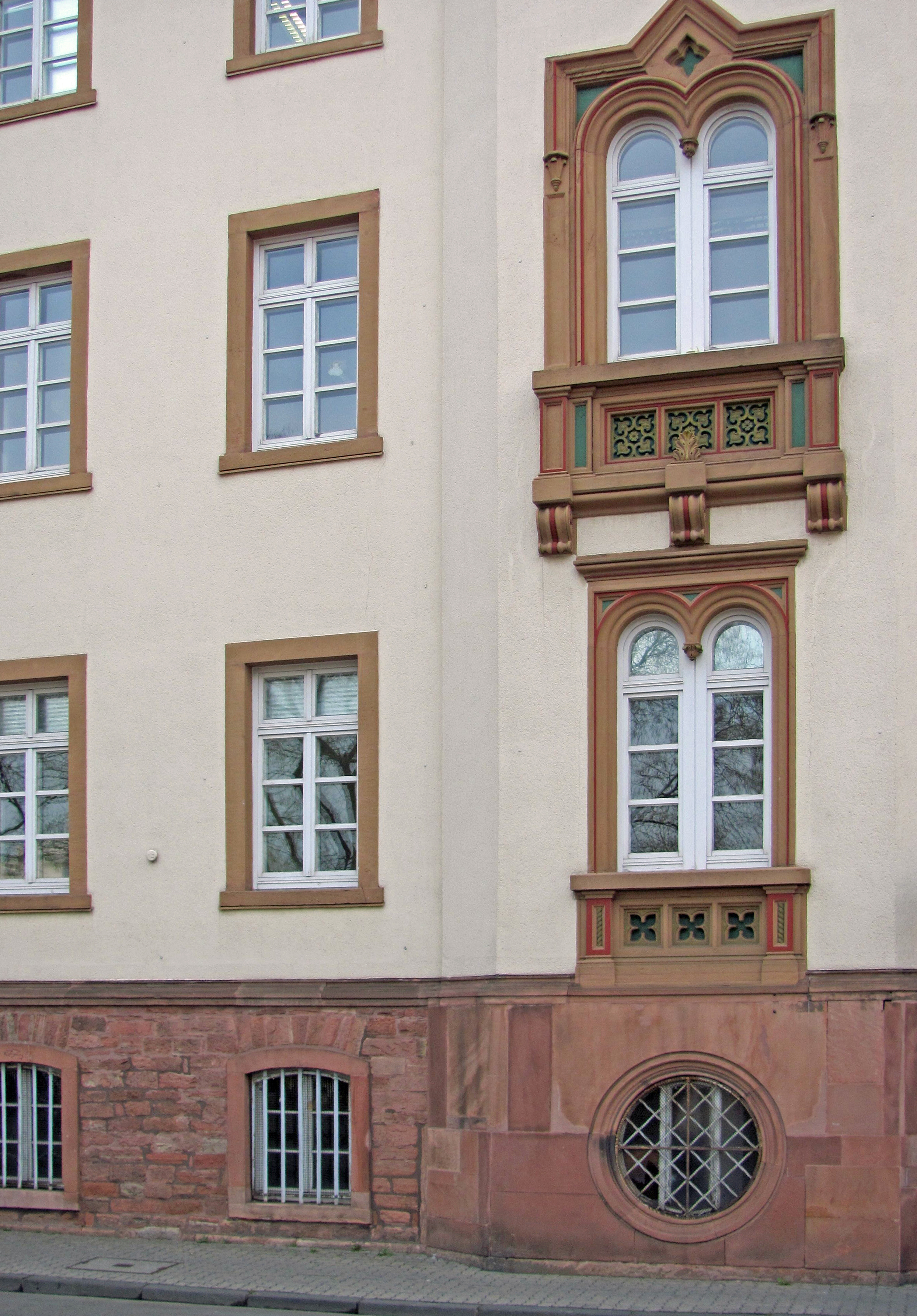
Detail der Fassade mit Dekor

Die Baumaßnahme war Teil des durch den Erbprinzen aufgelegten Infrastrukturprogramms für die Grafschaft. Im Rahmen dieses Infrastrukturprogramms wurden zahlreiche Baumaßnahmen durchgeführt, etwa die Philippsruher Allee, die Dettinger Straße, die Birkenhainer Straße und die Leipziger Straße als Alleen neu gestaltet und als repräsentative Annäherung an die Residenzstadt Hanau inszeniert. Zu den erhaltenen Zeugnissen dieses Infrastrukturprogramms gehört auch die Kuranlage von Wilhelmsbad oder die Ehrensäule an der Dettinger Straße.
Das neue Kanzleigebäude wurde 1827 zur Kaserne für ein Infanterie-Regiment umgebaut und 1856–1858 durch Julius Eugen Ruhl um zwei Flügel erweitert, die einen geschlossenen Innenhof umfassen. Zugleich wurde es im Stil der Neugotik völlig überformt.
Später wurde es wieder als Behördenhaus genutzt. Im „Dritten Reich“ beherbergte es auch Dienststellen der Gestapo. Am 23. September 1937 kam in einem dieser Vernehmungszimmer im Gebäudeflügel an der Mühlstraße der jüdische Arzt Otto Schwabe zu Tode, indem er aus ungeklärten Umständen aus einem Fenster stürzte. An der Stelle erinnert heute eine Gedenktafel an ihn.
Im Zweiten Weltkrieg bei einem Luftangriff auf Hanau erheblich beschädigt, wurde es 1953 in vereinfachten Formen – der größte Teil des neugotischen Dekors entfiel – wieder aufgebaut und an der Ecke Mühlstraße/Freiheitsplatz wurde ein Fußgängerdurchgang als Arkade durchgebrochen. Es diente seitdem wieder als Behördensitz, unter anderem für das Finanzamt Hanau.

## Bedeutung
Das Behördenhaus ist aufgrund des Hessischen Denkmalschutzgesetzes ein Kulturdenkmal.
Bei den Plänen der Stadt Hanau, den Freiheitsplatz umzugestalten, stand unter anderem zur Diskussion, den Freiheitsplatz gegenüber dem Behördenhaus zu bebauen und es dadurch von seinem historischen Bezug zum Platz abzuschneiden. Geplant war auch, hier die Stadtbibliothek Hanau unterzubringen, die aber in das gegenüber gelegene Forum Hanau zog. Das Gebäude und sein Vorplatz wurden fast zeitgleich umfassend saniert.